# Bertram Basenach
Bertram Basenach (* 29. August 1962) ist ein ehemaliger deutscher Fußballspieler. Er wurde in der Abwehr eingesetzt. 

## Karriere
Basenach gehörte ab Sommer 1986 der ersten Mannschaft des 1. FC Saarbrücken an und kam am 23. August 1986 zu seinem ersten Einsatz in der 2. Bundesliga. Bei der 0:1-Niederlage gegen Rot-Weiß Oberhausen wurde er in der 90. Minute für Guido Szesni eingewechselt. Von da an wurde er in fast jedem Spiel der Saison 1986/87 eingesetzt. In der darauffolgenden Saison kam er zu etwas weniger Einsätzen. In seiner letzten Saison bei Saarbrücken waren es nur noch acht Einsätze in der gesamten Spielzeit. 
Sein letztes Spiel in der 2. Liga war am 11. Juni 1989 beim 4:2-Heimsieg über den SC Fortuna Köln, hier wurde er zur 70. Minute eingewechselt. In seiner Zeit bei Saarbrücken kam er zudem noch zu einem internationalen Einsatz in einem Gruppenspiel des Intertoto-Cup 1986. Am 21. Juni stand er im letzten Spiel der Gruppe gegen den FC Carl Zeiss Jena in der Startelf, das Spiel ging mit 1:3 auswärts verloren.
Im Sommer 1991 wurde Basenach vom saarländischen Verbandsligisten VfB Dillingen verpflichtet, 1994 gelang für eine Saison der Aufstieg in die Oberliga Südwest. 1996 wurde er Spielertrainer bei Dillingen, 1999 verlängerte er aus beruflichen und familiären Gründen seinen Vertrag nicht mehr. Sowohl 1997 als auch in seiner letzten Saison 1999 wurde er in die Verbandsliga-Elf der Saison gewählt, 1998 reichte es zur Listung als Reservespieler. Im Anschluss war noch zwei Jahre Trainer beim SSV Pachten. Anfang Oktober 2009 übernahm Basenach, der hauptberuflich in leitender Funktion im Elektrohandel tätig ist, übergangsweise nochmals den Trainerposten bei Dillingen, das Engagement endete zum Jahresende.
Im Frühjahr 2011 übernahm er das Traineramt beim abstiegsgefährdeten Bezirksligisten TuS Bisten.
Außerdem spielte er seit 2013 bei der Ü-50 des Vereins und trainierte diese zumindest 2015 auch als Spielertrainer und wurde mit ihnen deutscher Südwestmeister dieser Altersklasse.